# Municipio de Green Creek (Ohio)
El municipio de Green Creek (en inglés: Green Creek Township) es un municipio ubicado en el condado de Sandusky en el estado estadounidense de Ohio. En el año 2010 tenía una población de 3646 habitantes y una densidad poblacional de 46,57 personas por km².

## Geografía
El municipio de Green Creek se encuentra ubicado en las coordenadas 41°17′52″N 83°1′6″O / 41.29778, -83.01833. Según la Oficina del Censo de los Estados Unidos, el municipio tiene una superficie total de 78.29 km², de la cual 78,23 km² corresponden a tierra firme y (0,09 %) 0,07 km² es agua.

## Demografía
Según el censo de 2010, había 3646 personas residiendo en el municipio de Green Creek. La densidad de población era de 46,57 hab./km². De los 3646 habitantes, el municipio de Green Creek estaba compuesto por el 95,31 % blancos, el 0,38 % eran afroamericanos, el 0,14 % eran amerindios, el 0,14 % eran asiáticos, el 2,08 % eran de otras razas y el 1,95 % eran de una mezcla de razas. Del total de la población el 8,15 % eran hispanos o latinos de cualquier raza.